# Ċensu Tabone
Vincent "Ċensu" Tabone (30 de març de 1913 - 14 de març de 2012) va ser president de Malta entre 1989 i 1994.
Va servir com a ministre del treball durant l'administració de Borg Olivier en els anys 1960, i com a ministre de les relacions exteriors el 1987, durant el govern de Edward Fenech Adami. Pare de vuit fills, va morir el 14 de març de 2012 als 98 anys.